# Eisenbahnunfall im Tunnel von Vierzy

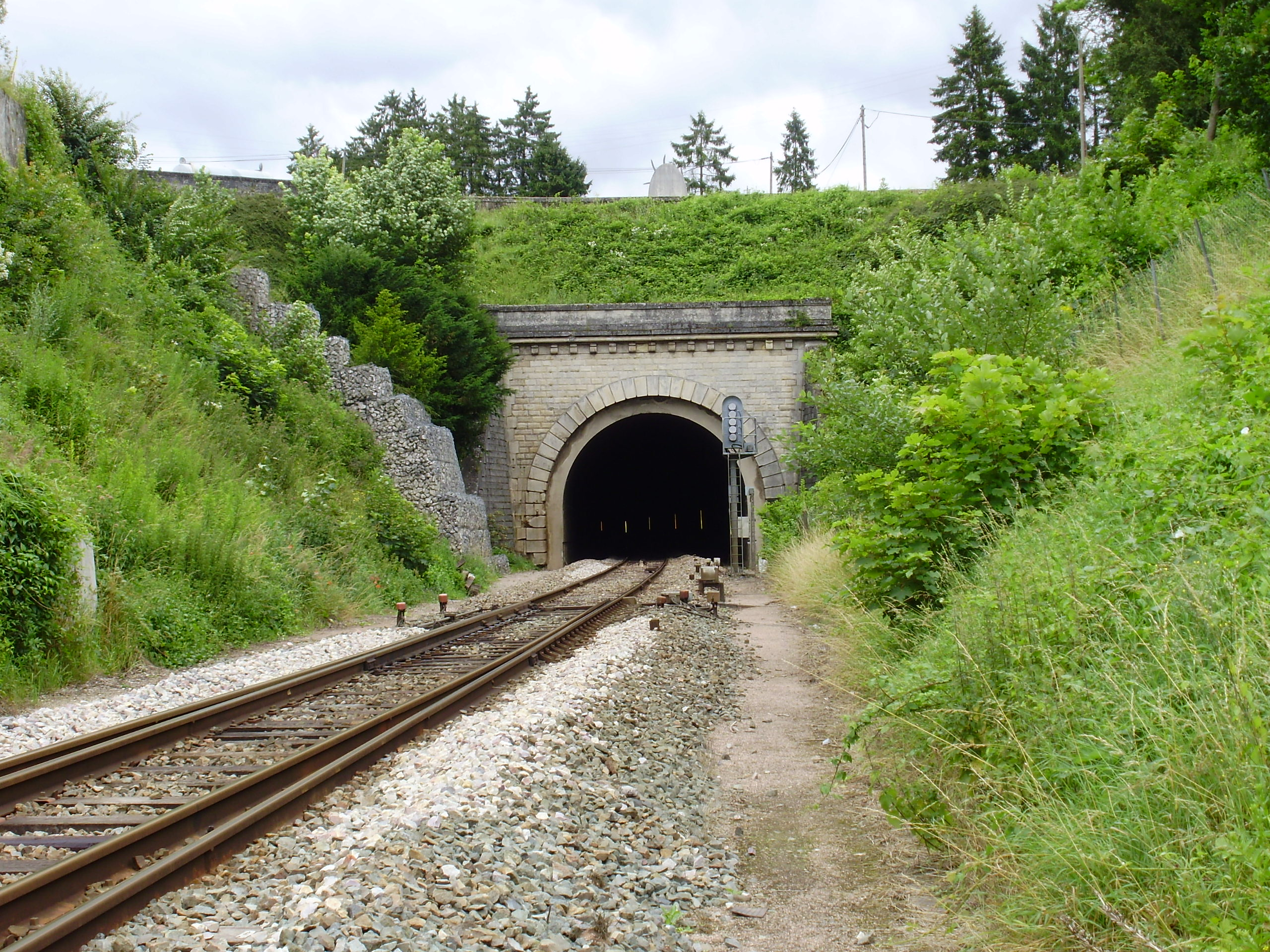
Südwesteinfahrt des mittlerweile eingleisigen Tunnels von Vierzy

Der Eisenbahnunfall im Tunnel von Vierzy der Bahnstrecke La Plaine–Hirson wurde durch den teilweisen Einsturz des Bauwerks am 16. Juni 1972 verursacht, den gerade zwei Dieseltriebwagen durchfuhren. 108 Tote und 87 (nach anderen Quellen 111) Verletzte waren die Folge.

## Ausgangslage
Der Tunnel von Vierzy im Département Aisne, Frankreich, wies bauliche Mängel auf. Aus dem aus Backstein gemauerten Gewölbe waren immer wieder Backsteine oder Teile davon herausgebrochen. So hatte sich die SNCF entschlossen, den Tunnel ab Frühjahr 1972 zu reparieren, indem er innen mit 7 cm starkem Beton verkleidet wurde, was abschnittweise geschah.
Im Tunnel begegneten sich auf dem damals zweigleisigen Streckenabschnitt der Zug 2841 von Paris Gare du Nord nach Laon und der Zug 7844 in der Gegenrichtung. Beide bestanden aus Caravelle-Triebwagen: Der Zug nach Laon aus drei Einheiten mit Trieb- und Steuerwagen, der Zug der Gegenrichtung aus einer Einheit.

## Unfallhergang

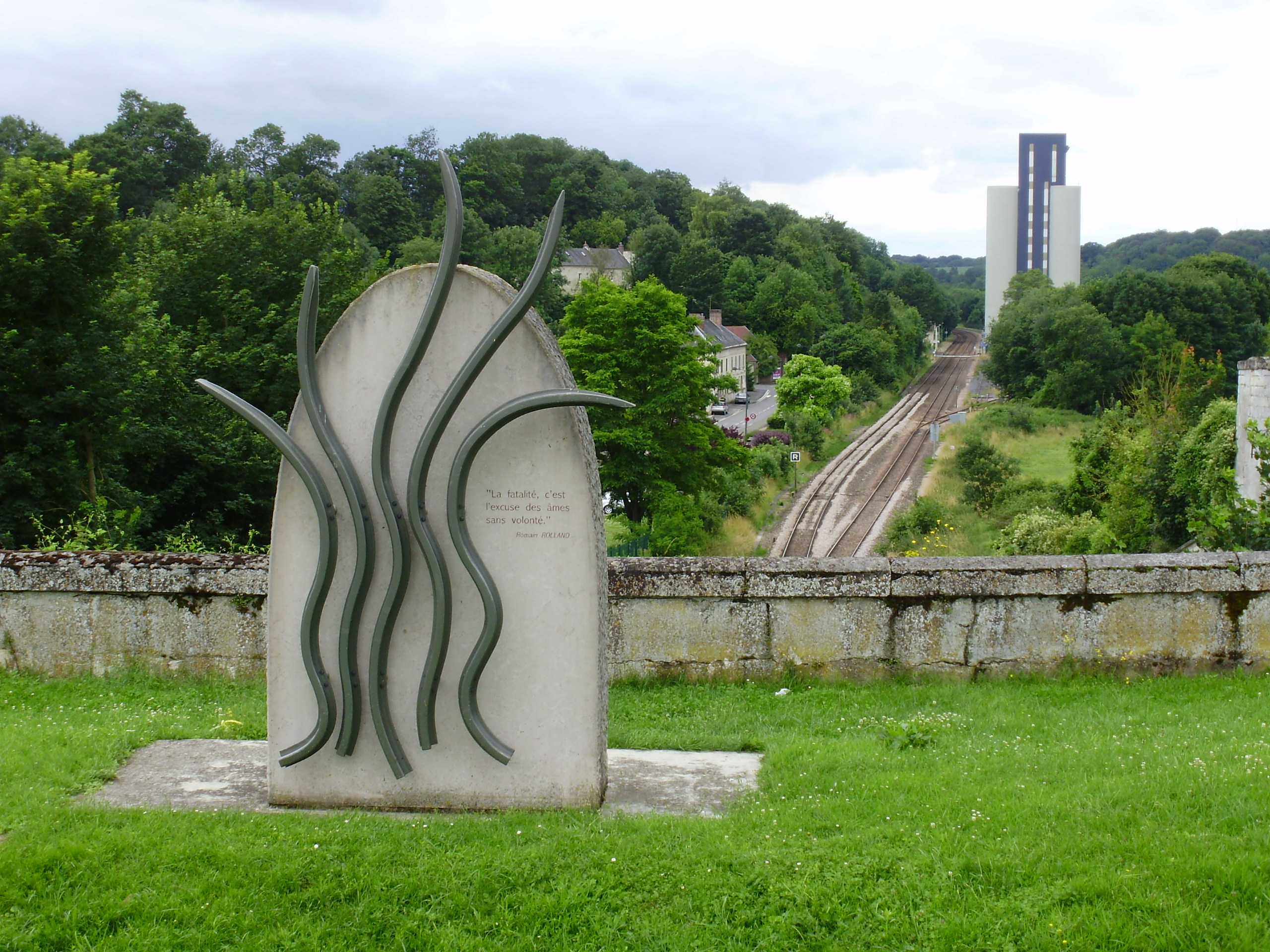
Denkmal für die Opfer des Unfalls über dem Südwestportal des Tunnels von Vierzy

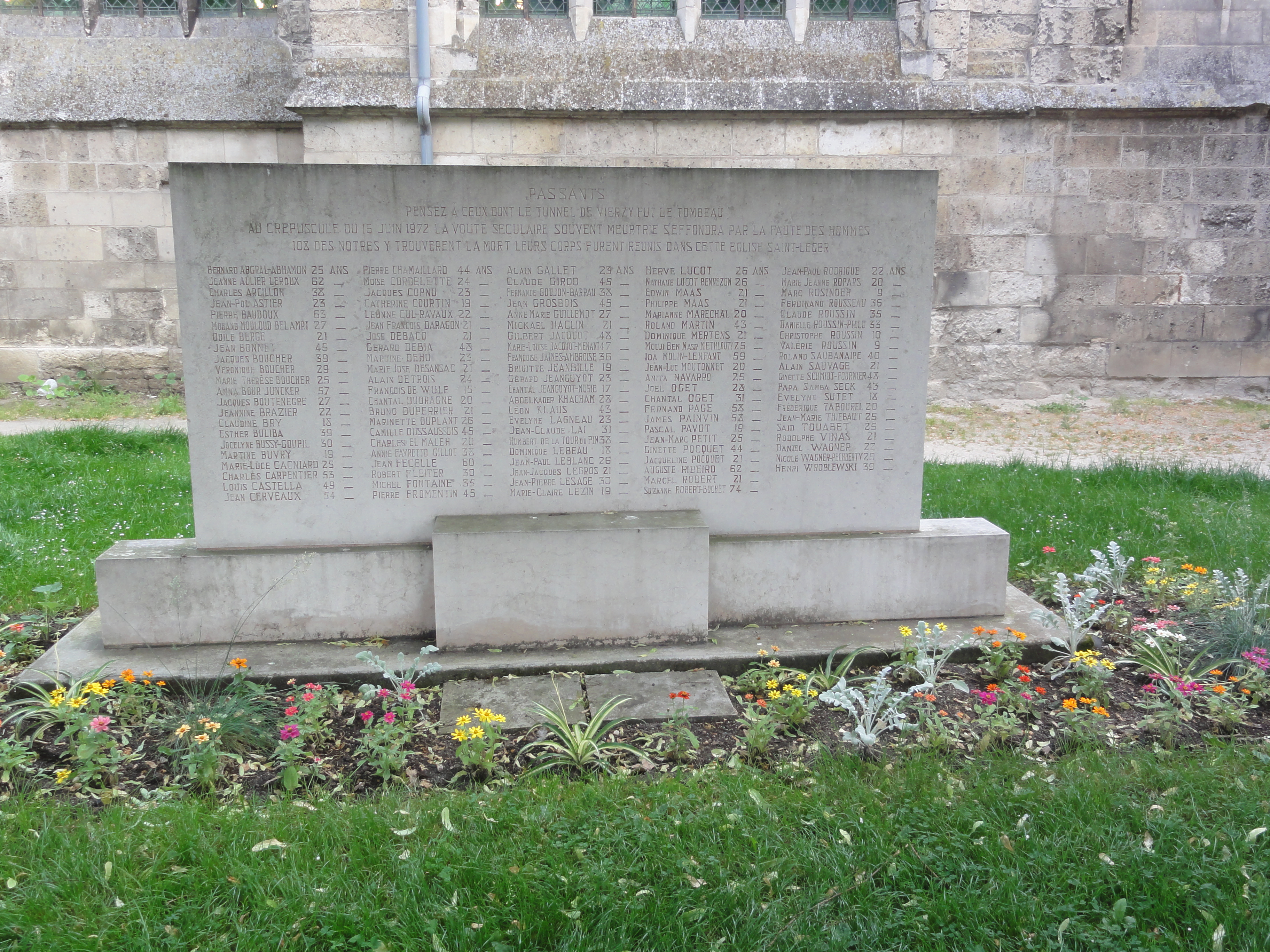
Gedenkstein an der Kirche von Saint-Léger de Soissons

Gegen 20:55 Uhr prallte der erste Triebwagen gegen ein Hindernis, kurz darauf der zweite. Das Gewölbe des Tunnels brach ein und verschüttete die beiden Fahrzeuge. Die Reihenfolge dieser Ereignisse war im Nachhinein nicht mehr eindeutig zu rekonstruieren. Zu den Ursachen des Einsturzes gibt es zwei Hypothesen:
- Die von den beiden Dieseltriebwagen verursachten Vibrationen hatten eine Schwingung zur Folge, die der Eigenschwingung des maroden Deckengewölbes entsprach und es dadurch zum Einsturz brachte.[3]
- Infolge der Renovierungsarbeiten im Tunnel hatte etwas auf den Gleisen gelegen, das den ersten Triebwagen entgleisen ließ; der zweite fuhr in den ersten hinein und die Erschütterung des Zusammenstoßes brachte das Gewölbe zum Einsturz.[4]

Der Unfall geschah in einem Bereich des Tunnels, der noch nicht saniert war. Auffallend war allerdings, dass sich die am meisten beschädigte Stelle des Tunnelgewölbes 6,50 m südlich der Stelle befand, bis zu der die Trümmer des Unfalls streuten, diese Stelle also von dem Unfall nicht betroffen war. Die Untersuchungskommission kam zu dem Schluss, dass der Ausbau defekter Ziegel bei der Sanierung auf einer zu langen Strecke erfolgt war, ohne dass die Fehlstellen schon durch Beton ausgeglichen worden waren, was das Gewölbe so weit destabilisierte, dass es zum Einsturz kommen konnte.

## Folgen
108 Menschen starben und 111 wurden verletzt. Dies war der drittschwerste Eisenbahnunfall in der Geschichte der Eisenbahn in Frankreich (siehe: Eisenbahnunfall von Saint-Michel-de-Maurienne und Eisenbahnunfall von Lagny). Die Rettungsmaßnahmen wurden durch den Präfekten des Departement Aisne koordiniert.
Der Wiederaufbau des Tunnels erfolgte nur noch eingleisig. Gleiches geschah mit einem zweiten baugleichen Tunnel auf der Strecke.
In Erinnerung an den Unfall wurden zwei Denkmäler errichtet: Eines über dem Südwestportal des Tunnels, das andere an der Kirche Saint-Léger in Soissons.